# Ismael Edwards Matte
Ismael Edwards Matte (Santiago, 1 de enero de 1891—ibídem, 12 de julio de 1954) fue un arquitecto y político chileno.

## Biografía
Fue hijo de Guillermo Edwards Garriga y de Rosario Matte Pérez, hermano de Guillermo. Estudió Arquitectura en la Universidad de Chile, donde obtuvo el título de arquitecto. Se casó con Elena Luz Izquierdo Tupper, matrimonio del cual nacieron tres hijos.

### Vida pública
Militó en el Partido Liberal, siendo vicepresidente y presidente del Centro Liberal de Santiago en 1916. Presidente de la Juventud del mismo Centro en 1920; posteriormente, fue director y tesorero de dicha colectividad política. Férreo partidario del general Carlos Ibáñez del Campo, fue fundador del Partido Liberal Unido.
Fue director de la Sociedad de Instrucción Primaria; director y miembro honorario de la Sociedad de escuelas Nocturnas para Obreros; director del Patronato Nacional de la Infancia. Director del Instituto de Arquitectos de Santiago. Miembro del Círculo de Periodistas y de la Asociación de Cronistas de Cine.
En 1925 proyectó —junto a Federico Bieregel— la Casa Ariztía, y al año siguiente diseñó la Casona Cienfuegos 41, realizó los planos del edificio de la Caja de Crédito Popular inaugurado en abril de 1928 y también fue uno de los técnicos en la construcción del edificio del Banco Central.
Aparte de su profesión, también se dedicó a los medios de comunicación: fundó la antigua revista Hoy y fue director de ella. Presidente de la Editorial Ercilla. Director del Departamento de Informaciones y Radiodifusión del Gobierno de 1938 a 1941, por lo que la revista Topaze lo bautizó como "Vigía del Aire".
Su labor fiscalizadora en contra del gobierno de Arturo Alessandri y sus seguidores motivó su deportación en marzo de 1925; según decreto de la Junta de Gobierno presidida por Emilio Bello Codesido. Entonces abandonó el país, viajó a Europa y regresó a fines del mismo año.
En 1921 fue elegido diputado por Santiago por el período 1921-1924. Fue diputado reemplazante en la Comisión Permanente de Relaciones Exteriores y Colonización; y en la de Asistencia Pública y Culto e integró la Comisión Permanente de Legislación Social y la de Corrección de Estilo.
Fue reelecto diputado por Santiago por el periodo 1924-1927. Integró la Comisión Permanente de Legislación Social; la de Policía Interior; y la de Corrección de Estilo. El Congreso fue disuelto el 11 de septiembre del mismo año 1924, por Decreto de la Junta de Gobierno.
Reelecto diputado por la Séptima Circunscripción Departamental "Santiago", período 1926-1930; integró la Comisión Permanente de Relaciones Exteriores; y fue diputado reemplazante en la Comisión Permanente de Educación Pública; y en la de Policía Interior.
Nuevamente electo diputado, por la misma Circunscripción por el período 1930-1934; integró la Comisión Permanente de Relaciones Exteriores; y la de Presupuestos y Decretos Objetados. El movimiento revolucionario que estalló el 4 de junio de 1932, decretó, el día 6, la disolución de este Congreso. Fue relegado a Pichilemu por el gobierno de Arturo Alessandri.
Fue socio del Club de la Unión desde 1920, y del Club Hípico. También fue vicepresidente del PEN Club de Chile.
El 3 de febrero de 1943 es miembro fundador de la Asociación Folklórica Chilena (actualmente Sociedad de Folclor Chileno) junto a: Aureliano Oyarzún Navarro, Domingo Santa Cruz, Oreste Plath, Ricardo Donoso, Raúl Silva Castro, Benedicto Chuaqui, Andrés Sabella, Carlos Lavín, Oscar Cortés, Humberto Grez, Leopoldo Pizarro, Vicente Reyes Covarrubias, Víctor Castro, Gualterio Looser, Luis Gómez Catalán, Alberto Ried, Remigio Acevedo, Carlota Andrée, María Luisa Sepúlveda, Camila Bari de Zañartu, Emilia Garnham, Carlos S. Reed, Sady Zañartu, Juana Risi de Maldini, María Bichón. Se consideraron socios a todos los que asistieron a la primera reunión.